# 博士（応用言語学）
博士（応用言語学）（はくし おうようげんごがく）は、日本の博士の学位である。

## 概要
応用言語学に関する専攻分野を修めることによって、1991年以降に日本の大学で授与されるものである。
1991年以前の日本では授与されておらず（「応用言語学博士」という学位の種類は日本では規定されていない）、応用言語学を修めた者には文学博士等が授与されていた。
英語圏においては、各国による学位制度に違いがあるものの、Doctor of Philosophy in Applied Linguistics (Ph.D. in Applied Linguistics) が、博士（応用言語学）に相当する。

## 授与大学
2010年現在で、明海大学のみが「博士（応用言語学）」の学位を授与している。